# منطقة دراج
منطقة دًراج أو دوريس (بالألبانية: Rrethi i Durrësit) هي واحدة من ستة وثلاثين منطقة تقع في ألبانيا وهي جزء من مقاطعة دوريس.[بحاجة لمصدر] يقدر عدد سكانها بـ 242,801 نسمة ومساحتها 433 كم2 .